# Score, 20th anniversary world tour
Score is een livealbum van de progressieve metalband Dream Theater. Het is uitgeven als 3 cd-boxen en dubbel-dvd. Het is een registratie van het laatste concert van hun 20th Anniversary Tour. Deze avond had als titel "A Very Special Evening with Dream Theater". Het concert werd opgenomen op 1 april 2006 in de Radio City Music Hall in New York. De tweede helft van het concert kreeg de band begeleiding van een symfonie orkest onder de naam The Octavarium Orchestra met als dirigent Jamshied Sharifi.
De registratie (zowel de cd als de dvd) bevatten de complete setlist, inclusief de toegift.
De naam van het album, Score, betekent Twintig. Het was gekozen om het 20-jarig bestaan van de band te vieren. Het Engelse woord score betekent ook bladmuziek, wat verwijst naar de bladmuziek voor het orkest waarvan ook afbeeldingen op de hoes staan.
Twee nummers op dit album waren nog niet eerder uitgebracht:
- Another Won, geschreven toen de band nog "Majesty" heette.
- Raise The Knife, geschreven tijdens de opnamen van Falling Into Infinity

## Nummers

### Cd
Het gedeelte van het concert waar Dream Theater alleen optreedt, staat op schijf 1. De nummers met begeleiding van The Octavarium Orchestra staat op de andere twee schijven.

#### Schijf 1
1. The Root of All Evil – 8:22
2. I Walk Beside You – 4:11
3. Another Won – 5:22
4. Afterlife – 5:41
5. Under a Glass Moon – 7:29
6. Innocence Faded – 5:36
7. Raise the Knife – 11:43
8. The Spirit Carries On – 9:46

#### Schijf 2
1. Six Degrees of Inner Turbulence – 41:33
2. Vacant – 3:01
3. The Answer Lies Within – 5:36
4. Sacrificed Sons" – 10:38

#### Schijf 3
1. Octavarium – 27:16
2. Metropolis – 10:39

### Dvd
Dream Theater begint het optreden als band. Vanaf nummer 9 krijgen ze begeleiding van The Octavarium Orchestra.

#### Schijf 1
1. The Root of All Evil – 9:32
2. I Walk Beside You – 4:10
3. Another Won – 5:40
4. Afterlife – 7:28
5. Under a Glass Moon – 7:27
6. Innocence Faded – 6:16
7. Raise the Knife – 11:51
8. The Spirit Carries On – 9:37
9. Six Degrees of Inner Turbulence – 41:26
10. Vacant – 3:03
11. The Answer Lies Within – 5:36
12. Sacrificed Sons – 10:36
13. Octavarium – 27:29
14. Metropolis – 11:16

Credits – 2:53

#### Schijf 2
- "The Score So Far..." documentaire over het 20-jarig jubileum – 56:25
- Octavarium Animation – 3:06
- Another Day - Live in Tokyo – 26 augustus 1993 – 4:47
- The Great Debate - Live in Boekarest – 4 juli 2002 – 13:37
- Honor Thy Father - Live in Chicago – 12 augustus 2005 – 9:47

## Artiesten
- Dream Theater

### Bandleden
- James LaBrie – zang
- John Myung – basgitaar
- John Petrucci – gitaar
- Mike Portnoy – drums
- Jordan Rudess – keyboards, lap steel gitaar en continuum
- Octavarium Orchestra - gedirigeerd door Jamshied Sharifi
  - Viool
    - Elena Barere - (concertmeester)
    - Yuri Vodovos
    - Belinda Whitney
    - Avril Brown
    - Katherine Livolsi
    - Abe Appleman
    - Joyce Hammann
    - Karen Karlsrud
    - Ann Leathers
    - Ricky Sortomme
    - Jan Mullen
    - Carol Pool

  - Altviool
    - Vincent Lionti
    - Adria Benjamin
    - Judy Witmer
    - Crystal Garner
    - Jonathan Dinklage

  - Cello
    - Richard Locker
    - Eugene Moye
    - David Heiss
    - Caryl Paisner

  - Hoorn
    - Bob Carlisle
    - Dan Culpepper
    - Larry DiBello

  - Trombone
    - George Flynn

  - Fluit
    - Pamela Sklar

  - Klarinet
    - Ole Mathisen

  - Trompet
    - Jeff Kievit
    - Jim Hynes

  - Slagwerk
    - Gordon Gottlieb

## Verbanden met andere muziek van Dream Theater en andere zaken
- De eerste en tweede setlist bestonden uit respectievelijk 8 en 5 nummers (Metropolis was een toegift), wat overeenstemt met het gebruik van 8 en 5 op het album Octavarium.
- De tweede set heeft nog een verwijzing naar 8 en 5. Het stuk Six Degrees Of Inner Turbulence bestaat uit 8 stukken. Hierna werden nog 5 nummers gespeeld (inclusief de toegift Metropolis).
- Ook 5 van de 8 nummers van Octavarium kwamen voor in de volledige setlist.
- Dit is het vijfde livealbum van de band. Het voorafgaande studioalbum, Octavarium is het achtste studioalbum. Nog een verwijzing naar de cijfers 5 en 8.
- De onderdelen van Mike Portnoys drumstel zijn genummerd. Deze verwijzen naar een aflevering van de televisieserie Lost
- Het album Train Of Thought (Dream Theater album) eindigt met het nummer In The Name Of God, het hieropvolgende album (Octavarium) begint met The Root Of All Evil. Dit is ook zo met de albums van de bijbehorende tournees. Live at Budokan eindigt ook met In The Name Of God en Score begint met The Root Of All Evil. Voor de band begint op te treden, is op de cd een geluidsfragment te horen van In The Name Of God.